# Nathaniel Macon
Nathaniel Macon (Warrenton, 17 de diciembre de 1757-Macon, Carolina del Norte; 29 de junio de 1837) fue un político estadounidense que se desempeñó como el 5.º presidente de la Cámara de Representantes de los Estados Unidos entre 1801 y 1807. Ejerció como representante de 1791 a 1815, y como senador entre 1815 y 1828, ambas posiciones en representación de Carolina del Norte. Sirvió como presidente pro tempore del Senado por más de un año entre 1826 y 1827.
Luego de haber combatido en la guerra de Independencia, sirvió en el Senado de Carolina del Norte durante tres mandatos no consecutivos: en 1781, 1782 y 1784. Fue elegido al Congreso Continental un año después, aunque se negó a asumir el cargo. Fue candidato a vicepresidente en las elecciones de 1824, y se desempeñó en la Convención Constitucional de Carolina del Norte como presidente, en 1835. Fue compromisario en las elecciones de 1836 por el Partido Demócrata.

## Biografía

### Primeros años y estudios
Nació el 17 de diciembre de 1757 en el condado de Warren, Carolina del Norte, hijo de Gideon Macon y Priscilla Jones. De ascendencia hugonota, su bisabuelo llegó a Virginia alrededor de 1680 y se dedicó a las plantaciones de tabaco. Gideon, por su parte, se mudó a Carolina del Norte en la década de 1730 y construyó Macon Manor, la residencia familiar. Gideon murió cuando Nathaniel tenía a penas cinco años, por lo que este heredó unas 500 hectáreas, tres esclavos y algunas herramientas de herrería.
Estudió en la Universidad de Nueva Jersey —actual Universidad de Princeton—, la cual abandonó para participar en la guerra de Independencia en 1775. Un año después, regresó a Carolina del Norte y estudió derecho e historia durante tres años, para luego volver nuevamente al servicio militar ante el avance británico por el sur en 1780. Estuvo en la batalla de Camden y se negó a recibir una comisión o reconocimiento tras la guerra.

### Carrera
Se desempeñó como senador de Carolina del Norte por el condado de Warren tres veces: en 1781, 1782 y 1784. En 1785, fue elegido como delegado al Congreso Continental pero se negó a asumir el cargo. Se opuso a los cambios en los Artículos de la Confederación y, en consecuencia, a la adopción estatal de la Constitución.
Entre 1791 y 1815, sirvió en la Cámara de Representantes de los Estados Unidos, en representación de Carolina del Norte. Durante su mandato, se opuso a la aprobación del Tratado de Jay, a las Leyes de Extranjería y Sedición y a la cuasi-guerra, y mostró apoyo a las resoluciones de Kentucky y Virginia. En el 5.º Congreso (1797-1799), ejerció la presidencia del Comité de Asuntos Revísales y Pendientes, y en el 6.º Congreso (1799-1801) la del Comité de Reclamos.
De 1801 a 1807, se desempeñó como presidente de la Cámara, la primera persona sureña en ocupar el cargo. En esta posición, respaldó la compra de Luisiana e instó sin éxito al presidente Thomas Jefferson a hacer lo mismo con Florida. Jefferson le ofreció al menos dos veces el puesto de director general del Servicio Postal, aunque Macon rechazó la oportunidad en ambas ocasiones. En su segundo mandato como presidente, rompió toda relación con Jefferson y se unió a una facción del Partido Demócrata-Republicano: los quids; creyendo que Jefferson se había «desviado de los principios republicanos». No buscó un cuarto mandato como presidente en el 10.º Congreso (1807-1809). Renunció a la Cámara en diciembre de 1815 tras ser elegido para cubrir una vacante en el Senado de los Estados Unidos, donde sirvió como presidente pro tempore de 1826 a 1827.
Una vez retirado del Senado en 1828, se desempeñó como presidente de la convención de 1835 para reformar la Constitución de Carolina de Norte, aunque se opuso en gran medida a las enmiendas que se aprobaron. Apoyó a Martin Van Buren en las elecciones presidenciales de 1836. Murió el 29 de junio de 1837, a los 79 años, cerca de Macon, Carolina del Norte.

## Matrimonio y familia
Conoció a Hannah Plummer en Warrenton, Carolina del Norte, en 1782. Una historia que se cuenta a menudo sobre su noviazgo involucra a Macon desafiando a un posible pretendiente de ella en un juego de cartas, con Hannah «como premio». La oferta fue aceptada y Macon perdió el juego de cartas. Al perder, se volvió hacia Hannah y exclamó: «a pesar de que te he perdido bastante, el amor es superior a la honestidad, no puedo renunciar a ti». Esto «ganó su favor» y se casaron el 9 de octubre de 1783. Juntos tuvieron tres hijos, uno de los cuales murió a los seis años en 1792. Hannah falleció el 11 de julio de 1790, cuando solo tenía 29 años. Nathaniel nunca se volvió a casar.
El hermano de Hannah era el abogado Kemp Plummer, abuelo de Kemp Plummer Battle. Junto a Nathaniel, el primero formó parte de «Warren Junto», un club en donde participaban personas dominantes en la política de Carolina del Norte. Kemp Plummer fue el segundo propietario de la casa más antigua de Warrenton, siendo el dueño original Marmaduke Johnson, quien se casó con una de las hermanastras de Macon, Hixie Ransom. Otro hermano de Plummer, William Plummer II, se casó con otra hermanastra de Macon, Betsy Ransom.